# Hypena commixtura
Hypena commixtura là một loài bướm đêm trong họ Erebidae.